# Особняк на вулиці Пилипчука, 3
Особняк на вулиці Пилипчука, 3 (місто Хмельницький) — житловий будинок рубежу XIX–XX століть. Пам'ятка архітектури місцевого значення.

## Історія
Будинок належить до зразків міської садибної забудови кінця XIX — початку XX ст., що збереглася дотепер майже без змін та має архітектурну цінність завдяки поєднанню цегляного стилю з елементами неоготики. У 1935 р. в будинку розташувалась щойно заснована дитяча музична школа № 1, яка перебувала тут до 1954 р. Навчання в ній на той час велося лише з двох предметів — фортепіано та скрипки. Нині — адміністративний будинок.

## Архітектура
Одноповерховий, цегляний, пофарбований. Фасад оформлений з використанням елементів неоготики за допомогою цегляного мурування, декор якого підкреслено пофарбуванням. У загальній композиції споруди виокремлюється два бічні ризаліти, які завершені трикутними аттиками в готичному стилі — правий увінчаний кованим шпилем, з підвищеною ступінчастою середньою частиною, в яку вписано кругле слухове вікно; лівий — «ступінчастий», із вписаним стрільчастим слуховим вікном. Готичні мотиви має також вікно стрільчастої форми правого ризаліту.